# Štrbački Buk
Štrbački Buk är ett vattenfall i Bosnien.   Den ligger i länet Krajina, i den nordvästra delen av landet, 210 km nordväst om huvudstaden Sarajevo. Štrbački Buk ligger 294 meter över havet.
Terrängen runt Štrbački Buk är huvudsakligen kuperad. Štrbački Buk ligger nere i en dal. Runt Štrbački Buk är det ganska tätbefolkat, med 93 invånare per kvadratkilometer. Närmaste större samhälle är Dnopolje, 11,0 km sydväst om Štrbački Buk. I omgivningarna runt Štrbački Buk växer i huvudsak lövfällande lövskog.